# Tellina lutea
Tellina lutea är en musselart som beskrevs av W. Wood 1828. Tellina lutea ingår i släktet Tellina och familjen Tellinidae. Inga underarter finns listade i Catalogue of Life.